# Hipposideros demissus
Hipposideros demissus är en fladdermus i familjen rundbladnäsor som förekommer endemisk på ön Makira som tillhör Solomonöarna. Populationen listades fram till 1990-talet som underart till Hipposideros diadema.

## Utseende
Med en kroppslängd (huvud och bål) av 54 till 83 mm, en svanslängd av 30 till 43 mm och en vikt av 22 till 33 g är djuret större än Hipposideros diadema. Underarmarna är med 56 till 74 mm lite kortare. Arten har ungefär 13 mm långa bakfötter och 19 till 25 mm stora öron. För en hanne registrerades en gulbrun päls och för en hona en orangebrun päls. Kanske påverkas pälsfärgen av ånga med ammoniak som finns i grottorna. Hipposideros demissus skiljer sig i sina genetiska egenskaper från andra släktmedlemmar.

## Utbredning och ekologi
Denna fladdermus lever främst i öns låga delar. Exemplaren vilar på dagen i grottor och bildar där ganska stora kolonier. Jakten sker huvudsakligen i skogar, ibland ovanför vattendrag. Lätet som används för ekolokaliseringen är med 16 millisekunder ganska lång. Det börjar med ungefär 69 kHz och avslutas med cirka 59 kHz.

## Hot
Beståndet påverkas av störningar i grottorna och av strövande huskatter. Antagligen har den introducerade myran Wasmannia auropunctata skadlig inverkan på arten. På grund av hoten och den begränsade utbredningen listas Hipposideros demissus av IUCN som starkt hotad (EN). I en grotta på 600 meter höjd upptäcktes 2012 exemplar av denna art och av Hipposideros cervinus. Året 2018 fanns endast den sistnämnda kvar.